# Albrecht Dieterich
Pour les articles homonymes, voir Dieterich.
Albrecht Dieterich (né le 2 mai 1866 à Hersfeld et mort le 6 mai 1908 à Heidelberg) est un érudit et théologien allemand.

## Biographie
Albrecht Dieterich est le fils d'un instituteur né à Hersfeld. Après avoir fréquenté l'école secondaire locale, il étudie la philologie classique aux universités de Leipzig et de Bonn. Il y suit les cours de Hermann Usener. Sous son influence, il se tourne vers l'étude des anciennes religions et obtient son diplôme en 1888, avec une thèse sur la magie dans les papyrus de Leyde.
Trois ans plus tard, il obtient son habilitation à entrer à l'université de Marbourg, avec une thèse sur les hymnes orphiques (de). Dans les années suivantes, il se spécialise dans l'étude des croyances populaires et voyage en Grèce et en Italie. En 1895, il est nommé professeur associé à l'université de Marbourg et, en 1897, il succède à Edward Schwartz, comme professeur de lettres classiques.
Dans les années suivantes Dieterich se consacre à l'étude du folklore et la philologie classique. En 1899, il épouse Maria Usener, la fille de son professeur, Hermann Usener. Avec elle, il rejoint l'université de Heidelberg, en 1903. Il refuse une chaire à l'Université de Halle en 1907. Après sa mort, en 1908, son collègue, Richard Wünsch, écrit sa biographie.
Sa tombe, un imposante pilier de marbre blanc, dans le cimetière de la montagne de Heidelberg, commémore son passage dans la ville. Sur cette stèle est représentée Pallas Athéna ; à ses côtés se trouvent sa femme Marie et d'autres membres de la famille.

## Travaux
Une grande partie des travaux de Dieterich concernent les croyances traditionnelles, la mythologie et la religion du monde gréco-romain. Il est l'auteur d'un ouvrage influent intitulé Abraxas: Studien zur Religionsgeschichte spätern Altertums des, qui était basé sur un codex de formules magiques entreposé au musée de Leyde. En 1903, il a publié Eine Mithrasliturgie, dans lequel il propose que les lignes 475 à 834 du codex de Paris contient la liturgie officielle du culte de Mithra. Sa théorie fut accueillie avec scepticisme et critiquée par plusieurs chercheurs en ce qui concerne.

## Publications
- Nekyia Petrusapokalypse Beiträge: zur Erklärung der neuentdeckten, 1883
- Die Grabschrift Aberkios des, 1896
- Erde Mutter, 1905
- Kleine Schriften, 1911

Ses principaux élèves sont : le philologue Ludwig Deubner (de), Friedrich Pfister (de), Otto Weinreich (de), l'historien William Weber (de) et le folkloriste Eugen Fehrle (de).